# Покровський сільський округ (Єсільський район)
Покро́вський сільський округ (каз. Покров ауылдық округі, рос. Покровский сельский округ) — адміністративна одиниця у складі Єсільського району Північноказахстанської області Казахстану. Адміністративний центр — село Покровка.
Населення — 2058 осіб (2021; 2442 у 2009, 2864 у 1999, 4038 у 1989).
Станом на 1989 рік існувала Покровська сільська рада (села Єнбек, Єсільське, Мальцево, Покровка).

## Склад
До складу округу входять такі населені пункти:
| Населений пункт | Старі назви | Населення, осіб (1989) | Населення, осіб (1999) | Населення, осіб (2009) | Населення, осіб (2021) |
| --------------- | ----------- | ---------------------- | ---------------------- | ---------------------- | ---------------------- |
| Єнбек, село     | -           | 312                    | 301                    | 205                    | 106                    |
| Єсільське, село | -           | 348                    | 210                    | 155                    | 135                    |
| Мальцево, село  | -           | 275                    | 244                    | 220                    | 174                    |
| Покровка, село  | -           | 3103                   | 2109                   | 1862                   | 1643                   |